# Aslan (personaje de Las crónicas de Narnia)
Aslan es uno de los personajes principales de Las Crónicas de Narnia, una serie de libros de fantasía creada por el escritor C. S. Lewis en los años 1950. Aslan es el creador de Narnia e hijo del gran Emperador más allá de los Mares. La historia de Narnia es una continua lucha para evitar su destrucción o conquista. Su papel en Narnia se desarrolla a lo largo de toda la serie, siendo el único personaje en aparecer en todos los libros.
Es un león parlante, rey de las bestias, e hijo del Emperador más allá de los Mares. Además de ser sabio y compasivo, es una autoridad mágica (tanto temporal y espiritual); es el misterioso y amado guía para los niños que lo visitan; es el guardián y salvador de Narnia, y en última instancia, es el creador y destructor de este mundo mágico.
Durante la serie, se comenta que Aslan no es un león domado, sino que tiene un gran poder y puede llegar a ser peligroso.
Según el mismo C.S. Lewis, Aslan, que en turco significa león, es descrito como una versión alternativa de Cristo. El autor británico oyó el nombre por primera vez en un viaje al Imperio otomano (actual Turquía), donde quedó impresionado con la élite de guardias del Sultán, también llamado Aslam debido a su valentía y lealtad.

## Influencia en la saga

### El sobrino del mago
Aslan hace su primera aparición en la creación de Narnia. Cuando Digory, Polly, el tío Andrew, Frank y su caballo, inadvertidamente entran en un nuevo mundo usando anillos de magia (creados por el tío Andrew), se encuentran con un vacío. Luego, Aslan aparece, y por la fuerza de su canto, comienza a crear el maravilloso mundo mágico de Narnia.
Así se describe a Aslan en este libro:

-
"Era un León. Inmenso, peludo y brillante y se mantenía de pie frente al sol naciente. Cantaba con toda su boca abierta y se hallaba a cerca de trescientos metros de distancia."

Si bien todos los personajes de inmediato sienten temor de Aslan, Jadis lo expresa como temor y odio, atacando sin éxito a Aslan con su barra de hierro antes de huir. Aslan llama a todas las plantas y animales para que comiencen a vivir. El poder de su canción es tan grande que incluso la barra de hierro con que lo atacó Jadis, cayó en tierra fértil, convirtiéndose en una lámpara posterior, y luego comenzando a brotar como lo hacen los árboles frutales. Fue así que esta barra se convirtió en el Erial del Farol.
Aslan selecciona determinadas especies de entre las bestias que su canción ha hecho nacer, y les da el poder del discurso y la razón. Además, él instruye que se cuiden a los animales. Nombra a Frank como rey de Narnia, y trae de la Tierra a su esposa Helen, para que sea también reina de Narnia.
Aslan explica que Jadis es una gran amenaza para los narnianos, y selecciona a Digory y Polly para que vayan en una búsqueda para adquirir una fruta mágica para proteger la tierra. Aslan mira al caballo, llamado Fresón, y lo convierte en un caballo alado. Cuando la búsqueda se completa, corona a Frank y a Helen, y asesora a Digory sobre cómo cuidar a su madre enferma. 
Al final de la novela, Digory, Polly y el tío Andrew vuelven al bosque entre los mundos, sin el uso de anillos mágicos, y se les advierte que su Tierra corre el peligro de un destino similar al mundo de Charn, el mundo que Jadis (la Bruja Blanca) gobernaba y que ella misma destruyó.

### El león, la bruja y el armario
Cuando Narnia cumplía su centésimo año de gobierno tiránico de la Bruja Blanca (Jadis, que había condenado a la tierra a soportar un "interminable invierno pero nunca llega la navidad"), todos los narnianos estaban esperando con impaciencia el regreso de Aslan, el "Gran león" y verdadero Rey de Narnia.
"Aslan está aquí", se repetía entre los narnianos como un mensaje de esperanza, y lo hacían en silencio por miedo a la bruja, puesto que ya había convertido a cientos de seguidores de Aslan en piedra (es decir, aquellos que se negaron a ser parte de sus tropas). Los narnianos esperan a Aslan para poner fin al reinado helado de la cruel Bruja Blanca.
Los cuatro niños (Peter, Susan, Edmund y Lucy) se refugian en la casa del señor y la señora Castor, con la intención de luego ser llevados ante Aslan. Pero antes de que fuera establecido su encuentro con el león, Edmund los traiciona y se une a la Bruja Blanca. Los niños encuentran a Aslan y juntos hacen una gran reunión de narnianos que se están preparando para la guerra. Aslan envía a un grupo de narnianos para atacar a la bruja y su pequeño séquito, durante el cual rescatan a Edmund. Mientras ellos están lejos, Aslan convierte a Peter en un caballero de la orden del león. 
Después de que Aslan rescatara a Edmund, La Bruja Blanca reaparece y le reclama a Aslan el derecho de la sangre de  Edmund como un sacrificio, citando la magia insondable. Aslan le ofrece a la Bruja que lo ejecuten a él en lugar de Edmund, y ella acepta. En la Mesa de Piedra, la Bruja Blanca se burla de Aslan, lo afeita, lo amarra, y por último, le clava su cuchillo. 
Después de que la bruja se va con su ejército a atacar a los narnianos, Lucy, Susan, y una serie de ratones (de los cuales el ratón héroe Reepicheep es descendiente) cortan las amarras del cuerpo de Aslan. Pero cuando el amanecer llega, ellos ven que su cuerpo se ha ido, y entonces Aslan revela que está vivo, una vez más, gracias a un conocimiento más profundo de la magia insondable que la bruja no conocía bien, como cuando ella entró en Narnia en su comienzo. Aslan explica que "cuando una víctima que no ha cometido traición alguna, es ejecutada en lugar de un traidor, la mesa se romperá y la muerte misma dará marcha atrás."
Aslan va al Palacio de la bruja y sopla en las caras de las estatuas de los narnianos petrificados, haciendo que vuelvan a la vida. Él le lleva toda la ayuda a Peter, Edmund y el ejército de narnianos que luchan contra el ejército de la Bruja Blanca. Al término de la batalla, Aslan salta sobre la bruja y la mata. Luego nombra a Edmund como caballero de la orden del león al enterarse del valor y sacrificio que mostró en la batalla. 
Después de la batalla, Aslan en el castillo de Cair Paravel (que se encuentra en la desembocadura del Gran Río) corona a los cuatro niños como reyes y reinas de Narnia. Estos eran sus títulos reales:
- Sumo Monarca Peter, el Magnífico
- Reina Susan, la Benévola
- Rey Edmund, el Justo
- Reina Lucy, la Valiente

Y luego, durante la celebración que prosigue tranquilamente, Aslan se va.

### The Horse and His Boy
Los lectores encuentran muy pocos detalles de los hermanos Pevensie durante su reinado en Narnia. Sin embargo, existe una historia que sucede durante ese período: la narrada en El caballo y su niño. 
Un caballo y un niño están en búsqueda de su propio hogar. Para los caballos parlantes de esta historia (Bree y Hwin), la casa que buscan es la tierra de Narnia, su lugar de nacimiento. Sin embargo, para los dos seres humanos que viajan con ellos - Aravis y Shasta -, la búsqueda de su "hogar" es más un asunto del corazón. 
Aslan, en toda la influencia de "El Caballo y su niño", siempre aparece ante todo oculto. En secreto el infante Príncipe Cor de Archenland fue raptado por un pirata (que anteriormente fue Lord Cansiller del Rey Lune, su padre)desde muy pequeño, y quedó en las manos de un pescador calormeno que le dio el nombre de Shasta. Más tarde, cuando huyen de Calormen Shasta y Bree, Aslan los persigue transformado en un león salvaje, y los obliga a unirse con Aravis y Hwin. Aslan se le aparece también a Shasta en forma de un gato que lo acompañó a las tumbas de los antiguos reyes cuando se sentía abandonado. Es también Aslan el que persigue a Bree y Hwin, dándoles la velocidad necesaria para llegar a Archenland a tiempo para que Shasta advierta a su rey de un inminente ataque de parte del ejército calormeno. Shasta se une como voluntario para ayudar a salvar Archenland y Narnia de los invasores. Asimismo, Aslan le clava las garras en la espalda de Aravis. El ataque no es terrible; sin embargo, es peligroso (Aslan más tarde explica que el daño que le hizo a Aravis fue el castigo de una acción anterior cometida por ella, ya que cuando huyó de su casa, dejó a la sirvienta de su madrastra dormída, sabiendo que luego sería castigada a latigazos. Los cortes en su espalda son iguales al daño causado cuando la sirvienta fue azotada). 
Al final, Aslan se muestra a sí mismo directamente a los viajeros. También Aslan se revela a sí mismo a Rabadash, el líder de los atacantes calormenos, en un esfuerzo por liberarlo, con amables palabras, de su arrogante y violento ataque. Pero Rabadash es demasiado orgulloso y Aslan lo convierte en un burro. Deja a Rabadash con una cura para su "condición", exigiendo que él sea humilde ante todo hacia su gente de Calormen. Por último, Rabadash debe ir al templo del dios Tash, el dios de los calormenos (puesto Rabadash había insultado a Aslan en el nombre de Tash).

### El príncipe Caspian
1300 años narnianos después de los acontecimientos que se muestran en El León, la Bruja y el Ropero, tanto Aslan como los niños Pevensie se han convertido en mitos olvidados. Narnia fue tomada por una raza de humanos (llamados telmarinos) que tratan de matar a todos los narnianos, porque ellos ven a los animales parlantes y la magia como una amenaza. Más tarde se reveló que el rey Miraz, coronado a sí mismo como rey de Narnia, mató a su hermano mayor y padre de la persona que legítimamente sería el heredero al trono, el Príncipe Caspian X. Para asegurar el trono a su hijo recién nacido, el rey Miraz intenta matar a Caspian, pero con la ayuda de su tutor, Caspian escapa al bosque, donde los narnianos le ofrecen ayuda y refugio. 
Aslan quiere poner a prueba la fe de los hermanos Pevensie, y no se les revela hasta que ellos realmente tratan y desean verlo. Sin embargo sólo Lucy lo ve y lo reconoce, pero al decirle a sus hermanos que lo vio, éstos no le creen. 
Los antiguos narnianos se reúnen en un monumento subterráneo hecho en honor a Aslan (el monumento de la Mesa de Piedra), donde el príncipe Caspian X forma su ejército para luchar contra su tío, el rey Miraz. Mientras tanto, Aslan vuelve a despertar los espíritus del bosque y del río. 
Cuando los telmarinos son derrotados, Aslan crea una puerta que permite a los niños regresar a la Tierra. Él le dice a Susan y Peter que son, en lo sucesivo, demasiado mayores para volver a Narnia, y han aprendido todo lo posible de sus experiencias en esa mágica tierra. Aslan también revela los orígenes de los telmarinos.

### The Voyage of the Dawn Treader
Mientras que el recién coronado rey Caspian de Narnia (el príncipe del anterior libro) comienza una búsqueda de los siete lores perdidos, el ratón Reepicheep espera que su viaje les lleve al país de Aslan, allende al Mar Oriental, ya que se le dijo por medio de una dríada que su destino estaba en el país de Aslan.
En muchas de las islas donde paran, un breve vistazo de Aslan (o su imagen) es suficiente para orientar a Caspian y su tripulación, y salir de la peligrosa situación. Cuando el recalcitrante Eustace se convirtió en un dragón verde, Aslan se reúne con él, le quita su piel y lo deja como un ser humano y un muchacho más agradable como persona. En otra isla, Lucy entra en la casa de un mago e intenta realizar un hechizo que haría su rostro hermoso, a pesar de su conocimiento de que realizar el hechizo causaría indecibles caos como que miles de hombres peleen por amor. Igual ella se decide a pronunciar las palabras mágicas; sin embargo, ella ve una imagen de Aslan, arrepintiéndose de pronunciar el hechizo. Aslan aparece más tarde y suavemente la regaña por haber utilizado otro hechizo (que le permite ver lo que sus amigos dicen sobre ella, mostrando a una de sus amigas hablando mal de su amistad). Asimismo, Lucy lee un cuento-hechizo en la casa del mago, diciendo que fue la mejor historia jamás contada. Por último, Aslan le responde a Lucy su llamada de ayuda cuando se pierden en la Isla Oscura, ayudándoles a escapar. 
Finalmente, Edmund, Lucy, Reepicheep y Eustace llegan al fin del mundo, donde Aslan aparece como un cordero. Luego le muestra a  Reepicheep el camino a su país, mientras que ayuda a los niños a regresar a sus hogares. Asimismo, les dice a Edmund y Lucy que son demasiado grandes para regresar a Narnia, y que éstos ya habían llegado a conocer todo lo necesario en el mundo de Narnia (tal como les había dicho a Peter y Susan en El Príncipe Caspian). A la vez se hace una referencia al cristianismo, cuando Aslan les dice que él está en el planeta Tierra con otro nombre, que tendrán que aprender a conocerlo allí y que los cuida y quiere mucho. Es por ello que se está señalando a la figura de Cristo.

### La silla de plata
La historia comienza con Eustace Scrubb (que fue presentado en La travesía del Viajero del Alba) y su compañera Jill Pole, que son infelices en su escuela, donde la violencia se permite sin ser corregida. Eustace hace la sugerencia de solicitar la ayuda de Aslan mientras trataban de escapar de los matones. A continuación, a través de un error temporal de entrar en una puerta interdimensional, son transportados al País de Aslan. Jill ve que están demasiado cerca de un alto acantilado, y Eustace, mientras trataba de tirar de su espalda, se cae. Aslan aparece y lo salva. Luego les explica que ellos se encargarán de la búsqueda del narniano príncipe Rilian, hijo del rey Caspian X, que había desaparecido unos años antes. A continuación, da a Jill cuatro "pasos" para orientar a Eustace en su búsqueda. En un momento clave, el cuarto paso deberá realizarse haciendo algo en nombre de Aslan. De esta manera el león manda a Jill a Narnia, donde llega unos minutos después de Eustace. Aslan instruye a Jill y Eustace para rescatar al Príncipe Rilian, tras una serie de signos. Ella aparece en el tiempo para ver a un viejo rey Caspian, el mismo que navegó hacia el este hasta la búsqueda de Aslan por última vez. Ellos no tienen la oportunidad de hablar con él, sino de hablar con el Señor Regente, el enano Trumpkin, y él les da habitación en el palacio de Cair Paravel. Una vez allí, son ayudados por el Maestro Glimfeather y por un Parlamento de búhos parlantes. Los búhos explican que Rilian desapareció mientras buscaba a la serpiente verde que mató a su madre. Además, él se encuentra bajo los hechizos de una hechicera. Como Eustace y Jill viajan hacia el extremo norte de Narnia, adquieren un compañero y guía, un bueno y también sombrío Renacuajo del Pantano, adecuadamente llamado Charcosombrío. 
Aslan no realiza ninguna otra aparición hasta el final de la historia, pero sus signos son fundamentales para la historia, y la creencia en Aslan desempeña un papel fundamental en derrotar a la Dama de la Saya Verde, que intenta destruir la creencia de los niños en Narnia. 
Finalmente, Aslan envía a Jill y Eustace de regreso a nuestro mundo por arte de magia; también les ayuda a terminar la escuela de los "matones", y hacer una mejor escuela. Ellos también fueron ayudados por Caspian, que siempre ha querido ver una visión de su mundo, pero solo durante cinco minutos de nuestro tiempo.

### La última batalla
Un mono llamado Triquiñuela se las ingenia para hacer que su mejor amigo (un burro) se disfrace de Aslan, engañando a los narnianos para hacerlos trabajar para él.
Los calormenos y Triquiñuela hacen pensar a los narnianos que Aslan y Tash son el mismo dios, creando en la imaginación de los narnianos un ser llamado "Tashlan". Aquellos que no creían, eran arrojados a una cabaña donde supuestamente se encontraba Tashlan, y ahí unos soldados calormenos los asesinaban. 
El rey Tirian de Narnia, el resto de fieles narnianos, Jill y Eustace, libran una gran batalla contra los soldados calormenos y narnianos que creían en Tashlan, pero la mayoría de los fieles narnianos eran arrojados a la cabaña. La batalla no sólo fue entre calormenos y fieles narnianos, pues los enanos desde ese momento se negaron a creer en Aslan y Narnia, y la guerra tenía tres bandos separados. Ellos no sabían que detrás de las puertas de la cabaña había aparecido el país de Aslan. Aslan está ahí, y ven a través de la puerta del establo cuando el mundo de Narnia se destruye. Cuando los enanos son arrojados al paraíso, no son capaces de verlo, viendo en su lugar la certeza de que están dentro de un establo corriente. Cuando Lucy pide que Aslan los ayude, él le dice que no puede obligar a los enanos a creer en algo que no quieren. A continuación, los alimentos aparecen por arte de magia en manos de los enanos; sin embargo, esto no los convence. Aslan le dice a los niños que los propios enanos ya no creen en él, y por tanto, no se puede convencerlos de manera similar al caso del Tío Andrew (que apareció en El sobrino del mago). 
Aslan entonces mandó a Peter cerrar la puerta a Narnia, y les lleva a través de su país, que es un ideal platónico de Narnia. También saluda a Emeth, un devoto calormeno de Tash, diciéndole que "Aslan y Tash son totalmente lo contrario, y todo lo bueno que es pedido en nombre de Tash en realidad lo cumple Aslan, y lo malo pedido en nombre de Aslan lo cumple Tash". Luego encuentran a los narnianos en el País de Aslan, que es aún más grande y mejor. Encuentran al Señor Tumnus, Trumpkin, Charcosombrío, y todos los demás con el tiempo que abarque la Tierra también. El final también dirige hacia temas cristianos, diciendo que Aslan no aparece más como un león, y él (refiriéndose a Aslan, el león) se convierte finalmente en Cristo.